# Каблешков, Тодор
Тодор Ка́блешков (болг. Тодор Каблешков, полное имя Тодор Лулчов Каблешков; 13 января 1851, Копривштица, Османская империя — 16 июня 1876, Габрово, Османская империя) — болгарский революционер, участник Апрельского восстания 1876 года в Болгарии.

## Биография
Родился 13 января 1851 года в городе Копривштица Османской империи, ныне Софийской области Болгарии, в богатой семье Лулчо Дончова Каблешкова и его жены Стойки.
Тодор был сильно привязан к своей матери, которая рано умерла. За ним, а также его пятью братьями и сестрами, ухаживала сестра отца Пена, образованная болгарка. Позже его отец женился на Анне Григоровой, с которой у Тодора также сложились хорошие отношения.

### Образование
Первоначально мальчик учился в своей родной Копривштице, где в числе преподавателей был Харитон Груев — брат известного болгарского просветителя и общественного деятеля Йоакима Груева. Зарекомендовал себя прилежным учеником. В конце 1864 года отец привел Тодора и его младшего брата Цоко в Пловдив в престижную епархиальную школу, где преподавал сам Йоаким Груев. Там он столкнулся с жестким отношением турок к болгарам, однажды был сильно избит. В ответ на жалобу Тодора ему только лишь посоветовали не проходить через турецкие районы. В 1867 году Тодор заболел, и отец забрал его домой, где он занимался самообразованием и брал частные уроки. После этого Тодора родители отправили учиться в престижный Галатасарайский лицей в Константинополе, а после него в престижный Metep Sultani в Галате. В Константинополе Тодор присоединился к кружку Петко Славейкова, где он впервые знакомится с некоторыми работами Любена Каравелова. Он интересуется французской и русской литературой, пытается писать стихи под сильным влиянием Славейкова.

### Деятельность
В 1871 году Тодор вернулся в свой родной город и с этого момента начинается его революционная деятельность. Вместе с сапожником Петко Бояджиев-Кундурджиятовым и учителем Найденом Попстояновым в мае 1871 года Даскаль Попстоянов основал женское общество «Благовещение», председателем которого стала мать Тодора Каблешкова. Он познакомился с самим Василом Левским, который прибыл в Копривштицу в конце декабря 1871 года, и это сильно повлияло на Тодора как революционера. Каблешков переехал в Эдирне, где он научился работать на телеграфе на железнодорожной станции города и организовал революционный кружок. Хорошо освоив телеграф, работал телеграфистом в Пловдиве на Румелийской железной дороге. Хорошо проявив себя, Каблешков был назначен телеграфистом на станции города Белово и вскоре стал её начальником. Одновременно Тодор Каблешков совершал поездки по близлежащим деревням, просвещая их жителей и вовлекая в революционную деятельность. Принимал участие в подготовке Старозагорского восстания в 1875 году.
Весной 1875 года Каблешков подал в отставку с поста начальника станции и поселился в городе Пазарджик. В качестве торговца лесоматериалами он путешествовал по многим городам, включая Софию, Самоков и Пирот, поднимая революционные настроения среди болгар. Осенью 1875 года его здоровье ухудшилось, и он снова отправился в свой родной Копривштица. Здесь он узнал о печальном конце восстания в Стара Загоре, что побудило его ещё более активно участвовать в революционной деятельности. Тодор Каблешков познакомился с двумя учительницами — Марией Булгаровой и Евлампией Векиловой — именно они вышивали знамя будущих мятежников.
Осенью 1875 года, после окончания восстания Стара Загоре, видные революционные деятели собирались в Джурджу чтобы спланировать новое восстание, которое должно было вспыхнуть весной следующего года. Основатели Центрального революционного комитета разделили территорию Болгарии на четыре революционных округа, которые возглавили организаторы-«апостолы». В результате недостаточно тщательного соблюдения правил конспирации и доноса турецким властям о подготовке восстания в селении Копривштица, всё это стало известно туркам и начались аресты. Первоначально турки недооценили масштабы заговора, и в Копривштице был отправлен только небольшой отряд военных. Но сопротивление со стороны местного населения только росло. 21 апреля 1876 года восстанием были охвачены 32 болгарских населённых пункта. 22 апреля начались первые серьёзные бои с турками, которые продолжались до конца июля 1876 года — 31 июля 1876 года в бою с турецким отрядом погиб Сидер Грънчаров — последний из командиров отрядов повстанцев.

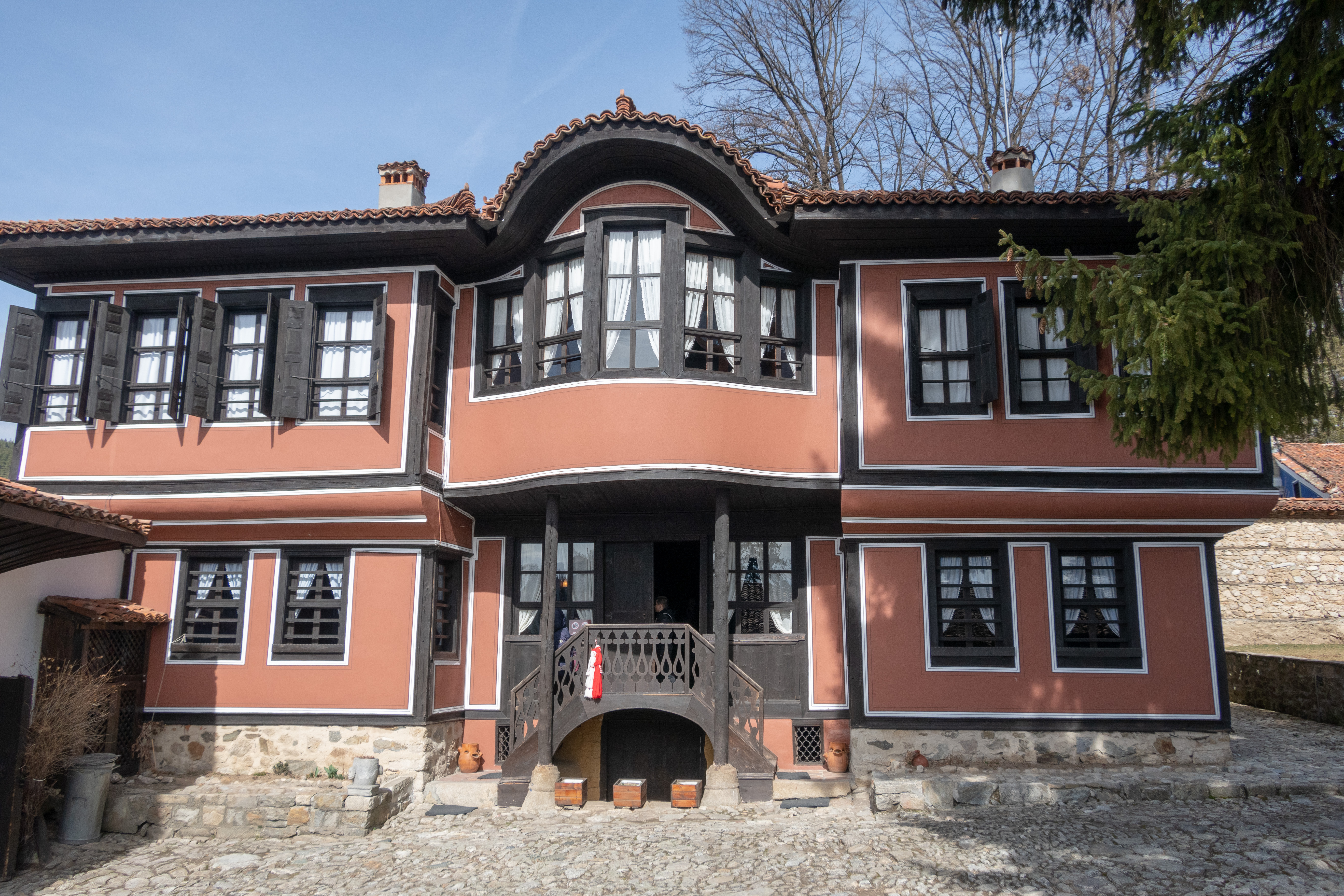
Дом-музей Тодора Каблешкова

1 мая отряд во главе с Тодором Каблешковым решил уйти через Балканские горы, пересечь Дунай и бежать в Румынию. 8 мая в его отряде осталось четыре человека — сам Тодор, Найден Стоянов, Георгий Турнев и Стефан Почеков. За их поимку была обещана награда. У реки Рогачева они были неожиданно атакован турками, началась перестрелка. Георгий Турнев и Стефан Почеков были убиты, Тодор Каблешков и Найден Стоянов были взяты в плен. Они были доставлены в город Троян, а затем — в Ловеч, где в тюрьме были подвергнуты пыткам. 3 июня пленники были доставлены в Велико-Тырново, а затем в Пловдив, чтобы передать их суду. Во время одной из остановок конвоя в Габрово Каблешков воспользовался невниманием одного из охранников, выхватил у него револьвер и застрелился. Это произошло 16 июня 1876 года.
На следующий день епископ Габрово попросил турок отдать тело Каблешкова для погребения по христианскому обычаю, что и было выполнено. В 1883 году останки Тодора Каблешкова были вывезены и захоронены в Копривштице в мавзолее-склепе в городе Априлци. Дом Каблешкова в Копривштице в настоящее время является музеем.

## Память
- Именем Тодора Каблешкова названы улицы в Бургасе и Софийском районе Красно село[болг.], а также бульвар в городе Сандански[1].
- Его имя носит Высшее транспортное училище в Софии.[2]